# Christian Bertelsen
Christian Bertelsen (født 4. januar 1804 i Holbæk, død 25. juli 1865) var en dansk boghandler, organist og politiker. Han var medlem af Folketinget 1854-1855.
C. Bertelsen var søn af brændevinsbrænder Hans Bertelsen. Han var ansat hos byfogeden i Holbæk 1826-1829 og var organist i byen fra 1827 til sin død. Bertelsen åbnede i 1836 en af første danske boghandler uden for København. Han købte i 1844 sine forældres gård og brænderi og overtog driften efter morens død i 1853, men frasolgte jordene i 1857. Fra 1838 til 1844 var han Holbæk Kommunes revisor og han var medlem af fattigkommissionen, havnekommissionen og bygningskommissionen. Bertelsen var med til at stifte Spare- og Laanekassen for Holbæk By og Omegn i 1854 og en af bestyrerne til 1862.
Bertelsen var medlem af borgerrepræsentantskabet i Holbæk fra 1844 til 1850 og dets formand fra 1848. Han stillede op til valget til Den Grundlovgivende Rigsforsamling i 1848 i Holbæk, men tabte stort til professor N.L. Westergaard. Han blev valgt til Folketinget ved kåring i Holbækkredsen ved folketingsvalget 1854, men genopstillede ikke ved næste valg i 1855. Emil og Victor Elberling karakteriserer hans politik som "nærmest konservativ".